# Werner Lorant
Werner Lorant (Welver, Alemania Federal, 21 de noviembre de 1948-Wasserburg am Inn, Alemania, 20 de abril de 2025) fue un futbolista y entrenador de fútbol alemán que jugó en las posiciones de defensa y centrocampista.

## Carrera

### Jugador
| Periodo   | Club                | Apariciones | Goles |
| --------- | ------------------- | ----------- | ----- |
| 1971-1973 | Borussia Dortmund   | 23          | 0     |
| 1973-1977 | Rot-Weiss Essen     | 116         | 16    |
| 1977-1978 | 1. FC Saarbrücken   | 34          | 9     |
| 1978-1982 | Eintracht Frankfurt | 137         | 21    |
| 1982-1983 | FC Schalke 04       | 18          | 0     |
| 1983-1984 | Hannover 96         | 33          | 8     |

### Entrenador
| Periodo   | Club                        |
| --------- | --------------------------- |
| 1986-1990 | 1. FC Schweinfurt 05        |
| 1990-1992 | Viktoria Aschaffenburg      |
| 1992-2001 | TSV 1860 Munich             |
| 2002      | Fenerbahçe SK               |
| 2002-2003 | LR Ahlen                    |
| 2003-2004 | Incheon United              |
| 2005      | APOEL FC                    |
| 2005-2006 | Sivasspor                   |
| 2006      | Saipa FC                    |
| 2006-2007 | Kayseri Erciyesspor         |
| 2007      | SpVgg Unterhaching          |
| 2007      | Kasımpaşa SK                |
| 2008      | Liaoning FC                 |
| 2008      | SV ATA Spor München         |
| 2008-2009 | FC DAC 1904 Dunajská Streda |
| 2012      | FC DAC 1904 Dunajská Streda |
| 2015      | TSV Waging                  |
| 2017      | ÖTSU Hallein                |
| 2019      | FC Hallein 04               |